# خاویر مورنو (دوچرخه‌سوار)
خاویر مورنو (اسپانیایی: Javier Moreno‎؛ زادهٔ ۱۸ ژوئیهٔ ۱۹۸۴) دوچرخه‌سوار اهل اسپانیا است.
از باشگاه‌هایی که در آن رکاب زده‌است می‌توان به تیم موویستار، تیم دوچرخه‌سواری اندلسیا، کاخا رورال-سگوروس رخا، تیم دوچرخه‌سواری بحرین–مریدا، و دلکو–مارسی پوونس کی‌تی‌ام اشاره کرد.